# Bijapur (Distrikt)
Bijapur ist ein Distrikt im indischen Bundesstaat Chhattisgarh. Sitz der Verwaltung ist die Stadt Bijapur.

## Lage
Der Distrikt liegt im Südwesten des Bundesstaats Chhattisgarh an der Grenze zu den indischen Bundesstaaten Maharashtra und Telangana. Er grenzt im Norden an den Distrikt Narayanpur, im Osten an den Distrikt Dantewada, im Südosten an den Distrikt Sukma, im Süden und Südwesten an den indischen Bundesstaat Telangana sowie im Nordwesten und Norden an den indischen Bundesstaat Maharashtra. Die Fläche des Distrikts beträgt 8530 km².

## Geschichte
Der Distrikt Bijapur entstand am 11. Mai 2007 aus Teilen des Distrikt Dantewada. Der Distrikt gehörte bis 2000 zu Madhya Pradesh, als der neue Bundesstaat Chhattisgarh gegründet wurde. Der Distrikt ist Teil des naxalitisch-kommunistisch beeinflussten „Roten Korridors“.

## Bevölkerung

### Übersicht
Die Einwohnerzahl lag bei 255.230 (2011). Die Bevölkerungswachstumsrate im Zeitraum von 2001 bis 2011 betrug 8,78 %. Bijapur hat ein Geschlechterverhältnis von 984 Frauen pro 1000 Männer und damit einen für Indien häufigen Männerüberschuss. Der Distrikt hatte 2011 eine Alphabetisierungsrate von 40,86 % (Männer: 50,46 %, Frauen: 31,11 %). Die Alphabetisierung gehört damit zu den niedrigsten in ganz Indien. Knapp 96,1 % der Bevölkerung sind Hindus, ca. 1,1 % sind Christen, ca. 0,7 % sind Buddhisten, ca. 0,6 % sind Muslime und ca. 1,5 % gaben keine Religionszugehörigkeit an oder praktizierten andere Religionen. 16,7 % der Bevölkerung sind Kinder unter 6 Jahre. Knapp 11,6 % der Bevölkerung leben in Städten.

### Einwohnerentwicklung
In den ersten Jahrzehnten des 20. Jahrhunderts wuchs die Bevölkerung nur schwach. Dies wegen Seuchen, Krankheiten und Hungersnöten. Zwischen 1931 und 2001 gab es eine lange Wachstumsphase. Seit der Jahrtausendwende wächst die Bevölkerungszahl nur noch schwach. Während die Bevölkerung in der ersten Hälfte des 20. Jahrhunderts um rund 123 % zunahm, betrug das Wachstum in den fünfzig Jahren zwischen 1961 und 2011 178 %. Die Bevölkerungszunahme zwischen 2001 und 2011 lag bei nur 8,78 % oder rund 20.600 Menschen. Offizielle Bevölkerungsstatistiken der heutigen Gebiete sind seit 1901 bekannt und veröffentlicht. Grund für die ungewöhnlich starke Zunahme der Bevölkerung ab 1931 war lange Zeit die Zuwanderung ins dünn besiedelte Gebiet. Heutzutage ist es der Geburtenüberhang. Die Entwicklung verdeutlicht folgende Tabelle:
| Jahr      | 1901   | 1911   | 1921   | 1931   | 1941   | 1951   | 1961   | 1971    | 1981    | 1991    |
| Einwohner | 31.934 | 43.638 | 45.885 | 51.450 | 60.992 | 71.143 | 91.717 | 115.107 | 148.888 | 196.684 |

### Bedeutende Orte
Insgesamt gibt es im Distrikt nur drei Orte, die als Städte (towns und census towns) gelten. Der Anteil der städtischen Bevölkerung (29.600 von 255.230 Einwohnern) beträgt daher nur 11,6 %.

### Volksgruppen
In Indien teilt man die Bevölkerung in die drei Kategorien general population, scheduled castes und scheduled tribes ein. Die scheduled castes (anerkannte Kasten) mit (2011) 10.122 Menschen (3,97 Prozent der Bevölkerung) werden heutzutage Dalit genannt (früher auch Kastenlose oder abschätzig Unberührbare betitelt). Die scheduled tribes sind die anerkannten Stammesgemeinschaften mit (2011) 204.189 Menschen (80,00 Prozent der Bevölkerung), die sich selber als Adivasi bezeichnen. Zu ihnen gehören in Chhattisgarh 42 Volksgruppen.  Die mitgliederreichsten anerkannten Stammesgemeinschaften im Distrikt sind die Gond (189.091 Personen oder 74,09 % Bevölkerungsanteil) und die Halbi/Halabi (8929 Personen oder 3,50 %). Die Anteile der Mitglieder der anerkannten Stammesgemeinschaften ist in allen vier Subdistrikten hoch mit Anteilen zwischen 73,08 % und 89,22 %. Unter der Landbevölkerung gehören 83,56 % der Einwohnerschaft zu den scheduled tribes. Der Anteil in den Städten ist niedriger, erreicht aber immer noch 52,91 %.

### Bevölkerung des Distrikts nach Geschlecht
Der Distrikt hatte 2011 – für Indien üblich – mehr männliche als weibliche Einwohner. Allerdings war das Verhältnis beider Geschlechter viel ausgeglichener als in anderen Regionen Indiens. Von der gesamten Einwohnerschaft von 255.230 Personen waren 128.663 männlichen (50,41 Prozent der Bevölkerung) und 126.567 weiblichen Geschlechts. Bei den jüngsten Bewohnern (42.495 Personen unter 7 Jahren) sind 21.488 Personen (50,57 %) männlichen und 21.007 Personen (49,43 %) weiblichen Geschlechts.

### Bevölkerung des Distrikts nach Sprachen
Die Bevölkerung des Distrikts ist sprachlich gemischt. Die Einwohnerschaft spricht mehrheitlich drawidische Sprachen. Die stärksten Sprachgruppen unter ihnen sind Gondi (Dorli, Gondi und Maria/Muria mit einem Bevölkerungsanteil von 62,79 %), Telugu (17,30 % Anteil) und Kurukh/Oraon (0,53 % Bevölkerungsanteil). Zudem gibt es zahlreiche Muttersprachler von indoarischen Sprachen, unter denen Halabi (Anteil 7,76 %), Hindi-Sprachen und Dialekte (vorwiegend Chhattisgarhi und Khari Boli/Hindi; 7,00 % Anteil an der Bevölkerung) und Marathi (3,59 % Bevölkerungsanteil).
Die Verteilung der Muttersprachen ist allerdings in den Subdistrikten sehr unterschiedlich. Die weitverbreitetste Sprache Gondi stellt in den Subdistrikten Bhairamgarh (77,79 %) und Bijapur (51,56 %) die Bevölkerungsmehrheit und ist im Subdistrikt Usur mit 42,23 % Bevölkerungsanteil eine relative Mehrheit. Auch im Subdistrikt Bhopalpattnam ist diese Sprache eine bedeutende Minderheit (20,81 % Bevölkerungsanteil). In diesem Subdistrikt spricht die Einwohnerschaft mehrheitlich Telugu (59,82 % Anteil). Diese Sprache stellt auch in den Subdistrikten Bijapur und Usur einen ansehnlichen Teil der Bevölkerung. Dorli hat seine Hochburg im Subdistrikt Usur mit einem Bevölkerungsanteil von 37,68 %. Halabi erreicht hohe Anteile in den Subdistrikten Bhairamgarh (14,11 %) und Bijapur (10,42 %). Hochburgen von Hindi sind die Subdistrikte Bhopalpattnam und Bijapur, in denen sie mehr als fünf Prozent der Einwohnerschaft stellt. In denselben Subdistrikten ist Marathi am stärksten vertreten. Chhattisgarhi erreicht den höchsten Bevölkerungsanteil im Subdistrikt Bijapur und Maria/Muria hat seine Hochburg im Subdistrikt Bhopalpattnam. Die weitverbreitetsten Einzelsprachen zeigt die folgende Tabelle:
| Jahr                                                           | Chhattisgarhi | Chhattisgarhi | Dorli  | Dorli | Gondi   | Gondi | Halabi/Halbi | Halabi/Halbi | Hindi  | Hindi | Kurukh/Oraon | Kurukh/Oraon | Marathi | Marathi | Maria/Muria | Maria/Muria | Telugu | Telugu | Total   | Total    |
| Jahr                                                           | Zahl          | %             | Zahl   | %     | Zahl    | %     | Zahl         | %            | Zahl   | %     | Zahl         | %            | Zahl    | %       | Zahl        | %           | Zahl   | %      | Zahl    | %        |
| -------------------------------------------------------------- | ------------- | ------------- | ------ | ----- | ------- | ----- | ------------ | ------------ | ------ | ----- | ------------ | ------------ | ------- | ------- | ----------- | ----------- | ------ | ------ | ------- | -------- |
| 2011                                                           | 4319          | 1,69          | 24.038 | 9,42  | 133.164 | 52,17 | 19.812       | 7,76         | 12.207 | 4,78  | 1345         | 0,53         | 9014    | 3,53    | 3053        | 1,20        | 44.158 | 17,30  | 255.230 | 100,00 % |
| Quelle: Ergebnis der Volkszählung 2011, Gebietsstand Ende 2022 |               |               |        |       |         |       |              |              |        |       |              |              |         |         |             |             |        |        |         |          |

### Bevölkerung des Distrikts nach Bekenntnissen
Eine überwältigende Mehrheit der im Distrikt lebenden Menschen sind Hindus. Einzige bedeutende religiöse Minderheit ist die Anhängerschaft von traditionellen Religionen im Subdistrikt Bhopalpattnam (2724 Personen oder 5,52 % Bevölkerungsanteil). Kleinere Minderheiten sind die Buddhisten in den Subdistrikten Bhopalpattnam (1,82 %) und Bijapur (1,08 %), die Christen im Subdistrikt Bijapur (2,49 %) und die Muslime (1,04 % Bevölkerungsanteil) im Subdistrikt Bhopalpattnam. Alle Subdistrikte haben Hinduanteile zwischen 90,62 und 98,98 Prozent. Die genaue religiöse Zusammensetzung der Bevölkerung zeigt folgende Tabelle:
| Jahr                                                           | Buddhisten | Buddhisten | Christen | Christen | Hindus  | Hindus | Jainas | Jainas | Muslime | Muslime | Sikhs | Sikhs | Andere | Andere | keine Angaben | keine Angaben | Total   | Total    |
| Jahr                                                           | Zahl       | %          | Zahl     | %        | Zahl    | %      | Zahl   | %      | Zahl    | %       | Zahl  | %     | Zahl   | %      | Zahl          | %             | Zahl    | %        |
| -------------------------------------------------------------- | ---------- | ---------- | -------- | -------- | ------- | ------ | ------ | ------ | ------- | ------- | ----- | ----- | ------ | ------ | ------------- | ------------- | ------- | -------- |
| 2011                                                           | 1649       | 0,65       | 2709     | 1,06     | 245.151 | 96,05  | 15     | 0,01   | 1617    | 0,63    | 68    | 0,03  | 3793   | 1,49   | 228           | 0,09          | 255.230 | 100,00 % |
| Quelle: Ergebnis der Volkszählung 2011, Gebietsstand Ende 2022 |            |            |          |          |         |        |        |        |         |         |       |       |        |        |               |               |         |          |

## Bildung
Dank bedeutender Anstrengungen steigt die Alphabetisierung. Die Werte für den Distrikt liegen allerdings weit unter dem indischen Durchschnitt. In den Städten Bhopalpattnam und Bijapur sind die Werte wie in anderen indischen Städten sehr hoch. In der Stadt Bhairamgarh und auf dem Land ist der Alphabetisierungsgrad sehr niedrig. Den Tiefpunkt erreicht der Subdistrikt Bastanar, wo nur 30,73 % der Bevölkerung lesen und schreiben können. Bei den Frauen unter der Landbevölkerung im Subdistrikt Bhairamgarh sind sogar nur 19,68 % alphabetisiert. Typisch für indische Verhältnisse sind die starken Unterschiede zwischen den Geschlechtern sowie Stadt und Land.
| Alphabetisierung im Distrikt Bijapur   |                   |                   |
| Einheit                                | Volkszählung 2011 | Volkszählung 2011 |
| Einheit                                | Anzahl            | Anteil            |
| GESAMT                                 | 86.919            | 40,86 %           |
| Männer                                 | 54.076            | 50,46 %           |
| Frauen                                 | 32.843            | 31,11 %           |
| STADT GESAMT                           | 18.873            | 74,20 %           |
| Stadt-Männer                           | 10.944            | 83,24 %           |
| Stadt-Frauen                           | 7929              | 64,54 %           |
| LAND GESAMT                            | 68.046            | 36,33 %           |
| Land-Männer                            | 43.132            | 45,87 %           |
| Land-Frauen                            | 24.914            | 26,71 %           |
| Quelle: Ergebnis der Volkszählung 2011 |                   |                   |

## Verwaltungsgliederung
Der Distrikt war bei der letzten Volkszählung 2011 in die vier Tehsils (Talukas) Bhairamgarh, Bhopalpattnam, Bijapur und Usur aufgeteilt und liegt in der Division Bastar.